# Jan Hansen
Jan Frank Hansen (* 16. Dezember 1957 in Hvidovre) ist ein dänischer Curler.
Sein internationales Debüt hatte Hansen bei der Curling-Europameisterschaft 1979 in Varese, er blieb aber ohne Medaille. 1981 gewann er bei der EM in Grindelwald mit der Bronzemedaille sein bisher einziges Edelmetall.
Hansen spielte als Second der dänischen Mannschaft bei den XV. Olympischen Winterspielen 1988 in Calgary im Curling. Die Mannschaft von Skip Gert Larsen belegte den sechsten Platz.
Seinen größten privaten Erfolg markiert seine Ostsee-Durchquerung, bei der er die gesamte Strecke von 138 km im Freistil zurücklegte.

## Erfolge
- 3. Platz Europameisterschaft